# Chettrokettle
Chettrokettle, (Kišni pueblo na jednom od jezika novomeksičkih Indijanaca). Jedna od najvažnijih ruševina grupe kanjona Chaco na N. W. Novog Meksika. Manje je od ¼ m. E. od Pueblo Bonita, na sjevernoj strani arroya u blizini podnožja zida kanjona. Njegove vanjske dimenzije su 440 x 250 stopa, obuhvaća 3 strane paralelograma, krajnji dijelovi krila povezani su polukružnim dvostrukim zidom, a prostor između je podijeljen na stanove. Postoji 9 kiva unutar prostora omeđenog krilima strukture, 2 su u dvorištu, a 7 u cijelosti ili djelomično obuhvaćeno unutar zidova. Zidovi još uvijek stoje na nekim mjestima do visine od 30 stopa. Zgrada nije bila niža od 4 kata, vjerojatno 5. Mnogo je drvene građe još uvijek na mjestu i dobro je očuvano. Zidanje, koje je izuzetno dobro, je od sitnozrnatog sivkasto-žutog pješčenjaka, razlomljenog u male pločaste komade i položenog u tanku žbuku; mjestimično su redovi težeg kamena položeni paralelno u razmacima, dajući ukrasni učinak i vjerojatno doprinoseći stabilnosti zidova. Zidovi su jednako obrađeni s obje strane.
Ostale varijante imena: Chetro Ketle, Chetro Kettle, Chettro-Kettle, Chetho Kette; Rain Pueblo.